# Turenna

La bandiera della Turenna riprende il blasone di Filippo l'Ardito, conte di Turenna e poi duca di Borgogna
d'azzurro, seminato di gigli d'oro alla bordura composta d'argento e di rosso

Posizione geografica della Turenna nell'odierna Francia

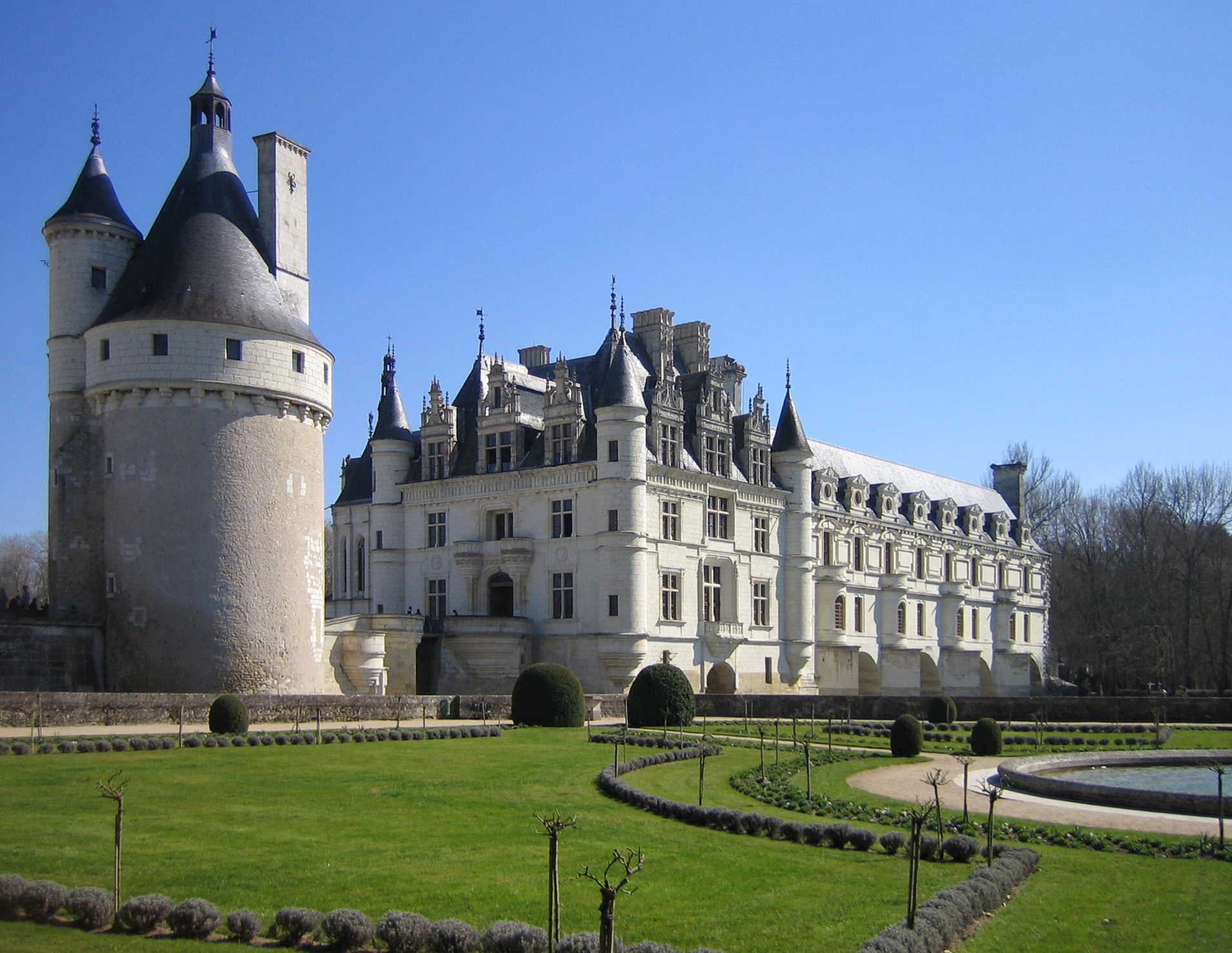
La Turenna è storicamente legata ai castelli della Loira. Nell'immagine, una veduta del castello di Chenonceau

La Turenna o Turena (in francese Touraine) è una delle antiche province francesi. Situata nel bacino della Loira, ha per capoluogo Tours.

## Geografia
Attraversata della Loira e dai suoi affluenti, il Cher, l'Indre e la Vienne, fa parte del bacino parigino. I suoi vigneti (vino di Turenna) godono di buona reputazione. Il TGV, che collega Tours a Parigi in meno di un'ora, ne ha fatto un luogo di residenza per le persone che lavorano nella capitale, ma che cercano un'altra qualità di vita.
L'identità geografica della Turenna si fonda principalmente su località tradizionali caratterizzate da una notevole diversità territoriale tra le due sponde della Loira: Varennes, Véron, Gâtine, Champaigne, Brenne.

## Storia
La Turenna, che deve il suo nome alla tribù gallica dei Turoni, corrisponde approssimativamente al dipartimento attuale dell'Indre e Loira e a una parte dei dipartimenti del Loir-et-Cher e dell'Indre, tutti facenti parte del Centro. Soprannominata "giardino di Francia" dalla fine del secolo XV, luogo di residenza dei re Plantageneti nel secolo XII e poi dei re di Francia durante la guerra dei cent'anni ed il Rinascimento, è celebre per i suoi numerosi castelli.

## Castelli
I castelli più famosi di epoca medioevale sono quelli di Chinon, Langeais e Loches, mentre quelli di epoca rinascimentale sono quelli di Amboise, Azay-le-Rideau, Chaumont-sur-Loire, Chenonceau, Ussé e Villandry.